# 何海藍
何海藍（英文：Leecat Ho），香港創作人、導演、攝影師。

## 簡介
何海藍中學畢業於聖若瑟書院，中學時已對設計及攝影抱有興趣，並參加不同的攝影及錄像比賽。畢業於香港浸會大學傳理學院，主修數碼圖像傳播後，再修畢香港浸會大學傳理學院視覺藝術碩士課程。畢業後加入電視台品牌傳播科。
作品曾多次入圍本地和海外的動畫及短片展覽／比賽，包括康城影展 Short Film Corner、鮮浪潮短片競賽、HKICT Awards 動畫金獎和劇本獎、日本DigiCon6 大賞、中國新媒體金鵬獎、新加坡 CG Overdrive 動畫節、城市當代舞蹈團 JumpingFrame、Promax ASIA 最佳體育宣傳片大獎等。
2011年他開設創作室，創作作品包括錄像、攝影、動畫、舞蹈及歌曲等。

## MV 執導作品
何海藍曾為香港及台灣歌手拍攝多首 MV 作品，他擅長戲劇化風格或以意識形態呈現作品的深層意義。他的主要作品包括：謝安琪《山林道》 (《山林道》MV 製作花絮 （页面存档备份，存于）)、《雞蛋與羔羊》 (《雞蛋與羔羊》製作花絮 （页面存档备份，存于） )、《最好的時刻》 、《最初的快樂》MV  (荔園主題曲)、沈震軒《約誓》、《單打獨鬥》、雷琛瑜《不想再見》、蔣卓嘉《大說謊家編織的世界》等。何海藍亦有時為自己的電視作品作主題曲。

## 電視節目執導作品
- 《霏雲闖蕩》-  南歐篇 (2014) (NOW TV)

一連八集的輕鬆旅遊特輯，由香港出發到土耳其、 希臘、義大利和西班牙，體驗南歐四國不同的文化情懷和名勝美景，並將旅程中發生的事、 跟當地人之間的互動、個人的感受和經歷作實況式記錄。主持：周雅霏、小雲 主題曲 《迷失的拼圖 -霏雲闖蕩》
- 《一日五餐為食台灣》 (2014) (NOW TV)[11]

一連十集，由年輕主持人帶領大家環繞全台灣覓食，一日食足五餐，是一個以輕鬆搞笑作風介紹美食的青春飲食節目。主持：李拾壹、岑樂怡
- 《歐遊全細界》(2016) (ViuTV)[12]

一連十四集的輕鬆旅遊特輯，主持人帶領大家走進七個一般人可能聞所未聞的歐洲小國，包括：安道爾、列支敦士登、摩納哥、盧森堡、聖馬利諾、馬爾他、梵蒂岡，體驗小小「細」界的人文風光。兩位主持以「窮富遊」方式遊遍歐洲小國，透視香港人兩種不同的旅遊方式──「背包客」或「豪華團」，亦希望透過二人的旅程令觀眾反思快樂的真正含意。主持：蔡雪瑩、陳子豐 主題曲《Journey of Unknown》
- 《阿美利堅無肉飯堂》主題曲《Whole New Story》

- 《非常食客》[13]（Taste Of Life） (2018) (ViuTV)

一連十集，每集十個單元故事。節目邀請星級廚師接受煮食任務，在不知道食客的身分、年齡、性別、背景之下，根據食客飲食要求設計餐單，親身到街市挑選食材，並回到餐廳祕製美食；另一邊廂，主持人藉此機會和素人食客完成小小心願，帶食客去一個一直想去的地方或重遊舊地，然後一起回餐廳邊品嚐記憶中最美味的食物，邊和食客聊聊生命故事。就在最後一道甜品上桌的時候，工作人員才告訴廚師食客的真正身分，在背後勞苦功高的廚師出場與食客見面聊天，視乎不同單元的廚師和食客組合，場面有的含蓄而快樂，有的溫馨感人。節目不單為食客完成小小心願、尋找美味記憶，亦增加了在廚房工作的廚師與餐廳內一牆之隔的乘客的聯繫。十個圍繞美味記憶的生命故事更讓大家了解到食得是福、活在當下的真義。其節目內容及安排為在本港飲食節目中從未有過，是一個對廚師及食客也富有深層意義的飲食節目。主持：陳子豐 主題曲《會呼吸的味道》

## 得獎作品介紹
黑色中的光景 Blind Vision (2013) （页面存档备份，存于）
- 19th IFVA Awards (Animation - Special Mention) 香港 IFVA 動畫組特別表揚獎
- HKICT Awards 2015 動畫金獎和劇本獎 Best Animation(GOLD) and Best Screenplay[2]

- 日本 TBS DIGICON6 大賞入圍作品 (香港四強) / Digicon6 Award (Japan) (Animation Finalist)[14]

- King Bonn New Media Shorts Festival (Animation Finalist)

- Short Film Gallery of the FILMART 2016

- Fantastic Film (Korea) 2015

- 台中國際動畫影展 2015

- Clermont-Ferrand International Short Film Festival (France) 2015

《盛放永恆的陽光》 Eternal Sunshine 2012 (6’06”) （页面存档备份，存于） 
- 2014 Asiatica Film Festival, Italy (Rome) 意大利 Asiatica Film Festival 上映[16]

- 2013 Canne Film Festival - Short Film Corner － 法國康城影展短片角入圍作品[16]

- 2013 Keimyung University (South Korea)

- 2012 Taipei Eslite 台北誠品

- 2012 Chinese University of Hong Kong 香港中文大學

- 2012 Hong Kong Jumping Frames 跳格國際舞蹈影像節[16]

Just Another Day in Central (2’00”) 
- 2011 跳格國際舞蹈影像節得奬作品 (Winner of 2011 Jumping Frame Dance Video)

- Screening (2012): 24-25.4 Florence, Italy / 26-27.4 Rome, Italy / 28.4 Naples, Italy
- Screening (2012): 20-22.7 Beijing, China / 27.9-7.10 Hong Kong, China / 16-18.11 Guangzhou, China

想見您 (2007) (顏卓靈主演)
- 鮮浪潮公開組入圍作品[17] / 香港國際電影節上映

TVB J2 北京奧運宣傳片 Olympic Game (Beijing) Promo
- PROMAX Asia Award 2008

The Story of Angel (2015)
- Singapore - CG Overdrive Conference 2006 Best 15 animations in Asia
- 2007 第一屆張國興傑出青年傳播人獎 (The 1st Chang Kuo-sin Award for Aspiring Young Communicators Award Winner) (Creative Audio-visual Production Category)

Blank Space (2015) ( 監製作品)
- 第二屆微電影「創+作」支援計劃（音樂篇）[18]

## 外部連結
臺中國際動畫影展 - 何海藍導演介紹
創作無句號 《山林道》導演何海藍：永遠是起點 （页面存档备份，存于）